# گوموش‌چو (ساعتلی)
گوموش‌چو (به ترکی آذربایجانی: Gomuşçu) یک منطقه مسکونی در جمهوری آذربایجان است که در شهرستان ساعتلی واقع شده‌است. گوموش‌چو ۸۳۷ نفر جمعیت دارد.